# Wilhelm Korth

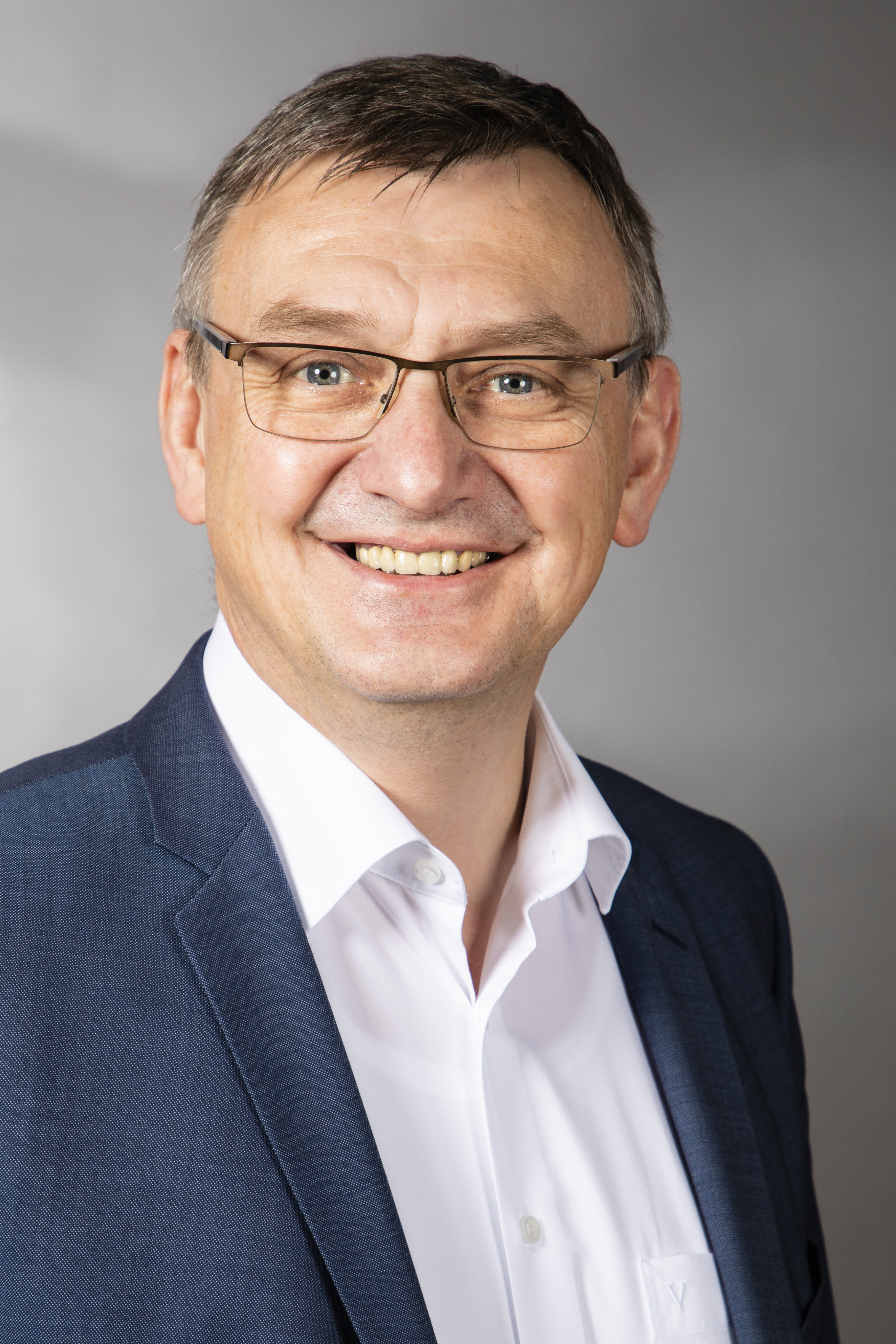
Wilhelm Korth (2019)

Wilhelm Korth (* 25. Juni 1967 in Recklinghausen) ist ein deutscher Politiker der CDU. Er ist seit 2017 Abgeordneter im Landtag Nordrhein-Westfalen.

## Leben
Nach dem Besuch der Hauptschule absolvierte Korth ab 1983 eine Ausbildung zum Landmaschinenschlosser, die er 1987 mit der Gesellenprüfung als Landmaschinenmechaniker abschloss. Seit 1987 ist er auf einem landwirtschaftlichen Betrieb in Billerbeck als Verwalter tätig.
Korth ist seit 2004 Mitglied der CDU und seit 2011 Vorsitzender des CDU-Ortsverbandes Coesfeld. Seit 2009 ist er Mitglied im Rat der Stadt Coesfeld. Bei den Landtagswahlen 2017 und 2022 wurde er im Wahlkreis (Coesfeld I – Borken III) als Direktkandidat in den Landtag von Nordrhein-Westfalen gewählt. Den Wahlkreis gewann er mit 2017 mit 51,9 % und 2022 mit 50,5 % der Erststimmen. In der 17. Wahlperiode war er im Landtag Mitglied des Petitionsausschusses und des Ausschusses für Umwelt, Landwirtschaft, Natur- und Verbraucherschutz.
Wilhelm Korth ist verheiratet und hat drei Kinder.